# Colpach-Bas
Colpach-Bas (franska) (luxemburgiska: Nidderkolpech lyssna (fil), tyska: Niedercolpach) är en ort i kantonen Redange i västra Luxemburg. Den ligger i kommunen Ell nära gränsen till Belgien, cirka 27,5 kilometer nordväst om staden Luxemburg. Orten har 145 invånare (2022).